# Форсајт (Илиноис)
Форсајт (енгл. Forsyth) град је у америчкој савезној држави Илиноис.

## Демографија
По попису из 2010. године број становника је 3.490, што је 1.056 (43,4%) становника више него 2000. године.
| Група             | 2000.         | 2010.         |
| Белци             | 2.349 (96,5%) | 3.035 (87,0%) |
| Афроамериканци    | 31 (1,3%)     | 100 (2,9%)    |
| Азијати           | 32 (1,3%)     | 257 (7,4%)    |
| Хиспаноамериканци | 12 (0,5%)     | 58 (1,7%)     |
| Укупно            | 2.434         | 3.490         |